# Конна бригада (НОВМ)
Конната бригада е комунистическа партизанска единица във Вардарска Македония, участвала в така наречената Народоосвободителна войска на Македония.

## Предистория
Първият македонски конен ескадрон е създаден на 15 септември 1944 г. в светиниколското село Сопот. Командир на ескадрона е Владо Петковски, а негов политически комисар Михайло Софейски – Йошко. При създаването на ескадрона се състои от 90 души. По-късно е създаден първи македонски конен дивизион.

## История
Създадена е на 29 декември 1944 година от първи конен дивизион към Главния щаб на НОВ и ПОМ и други бойци, служили в конни части. Подчинена е директно на главния щаб. Състои се от три конни дивизиона и един обозен ескадрон. Състои се от 540 души и 199 коня. През март 1945 година бригадата заедно с девета и двадесета македонски ударни бригади в прочистването на Западна Македония от силите на Бали Комбетар.

## Команден състав
- Владо М. Петковски – командир
- Димо Пецов – Ико – командир (от 26 януари 1945)
- Михайло Софейски – Йошко – политически комисар
- И. Сотировски – политически комисар (от 26 януари 1945)
- Виктор М. Ругале – началник-щаб (от 28 декември 1944)